# 国際連合安全保障理事会決議8
国連安全保障理事会決議8（こくさいれんごうあんぜんほしょうりじかいけつぎ8、英: United Nations Security Council Resolution 8, UNSCR8）は、1946年8月29日に国際連合安全保障理事会で採択された決議。アフガニスタン、アイスランド、スウェーデンを国連の新規加盟国として認めた。

## 概要
国連加盟申請の手続きに関して定めた国際連合安全保障理事会決議6に続く形で、安全保障理事会は、アルバニア社会主義人民共和国、モンゴル人民共和国、アフガニスタン王国、トランスヨルダン・ハシミテ王国、アイルランド、ポルトガル、アイスランド、シャム（現タイ）、スウェーデンによる加盟要請および委員会に提出された報告を受領・検討した。この理事会の意見を考慮したうえで総会がこのうちアフガニスタン、アイスランド、スウェーデンを認めることを勧告したものである。なおタイの加盟に関する勧告は、この年の12月の国際連合安全保障理事会決議13でなされることとなった。

## 内容
以下はその和訳。
安全保障理事会は、
アルバニア人民共和国、モンゴル人民共和国、アフガニスタン、トランスヨルダン・ハシェミット王国、アイルランド、ポルトガル、アイスランド共和国、シャム及びスウェーデンが提出した国際連合加盟申請に関する新規加盟委員会の報告書を受け取り、これを検討し、
その討議の過程において上記の各申請を検討し、これらの申請に関する安全保障理事会のメンバーの意見の陳述に十分留意したので、
総会に対し、アフガニスタン、アイスランド、スウェーデンを国際連合の加盟国に認めることを勧告する。